# Inspiracionismo
Inspiracionismo é uma prática de profunda transformação interna que permite ao homem se relacionar com sua essência pessoal e encontrar as verdades da vida dentro de si. O conceito em si é tão antigo quanto a humanidade. O termo Inspiracionismo é historicamente relacionado com os profetas, que conseguiam entrar em contato com o divino e revelar aos homens verdades inerentes à própria existência.

## Inspiracionismo na Arte
O Inspiracionismo em forma de arte visual iniciou-se no final do século XX e está mudando e se consolidando no século XXI. Este movimento inclui artistas de muitas mídias que usam sua inspiração não apenas para gerar admiração, mas também para gerar reflexão e revelação naqueles que contemplam a obra (admiração pura e simples era a forma antiga desta expressão). As obras deste movimento portam uma indescritível beleza e simplicidade.
A dedicação colocada na arte é humanitária e o objetivo é elevar a consciência de qualquer um que a contemple corretamente. Com inspiração na verdade, o conceito repudia o negativismo, demonstrando a vida de modo transparente.

### Artistas
Ulrich Goette Himmelblau foi quem iniciou o Inspiracionismo Mediterrâneo na pintura no final do século XX. Há uma percepção abstrata e simbólica em suas obras. A pintura intitulada Herz Yantra é o trabalho mais proeminente mostrando o Inspiracionismo dentro de seu conceito original.
O pintor norte-americano Damon Denys expressa bem a ideia do Inspiracionismo nas pinturas a óleo Human Nature, Garden Solace e Autumn's First Breath. Estas obras foram pintadas no final do século XX porém expressam a transformação por qual o movimento está passando nos últimos anos, focando mais o sentimento diretamente expressado.
Michael Sokolis é outro pintor com muitas obras focadas no conceito inspiracionista agora no século XXI, com obras como Rooftop e The Bough and the Balancing Act.
O compositor Bill Douglas compôs muitas músicas que ressoam com o Inspiracionismo. Windhorse, Sapphire, Highland, Brilliant Star, Hymn, Dancing In The Wind e Folk Song são algumas destas canções.
A obra em 3D Sun Light of Forest, de Weihua Wei, descreve muito bem o movimento em sua transcendência para o século XXI.
Outro representante deste movimento no meio digital é Xinghan Chen, também conhecido como Jenova Chen. A empresa That Game Company é a primeira empresa a seguir a filosofia de compôr os princípios na arte interativa em forma de "jogo", qual demonstra a beleza da vida de forma suave em suas manifestações. Os jogos mais conhecidos que demonstram esta arte são FlOw e FlOwer.
O Inspiracionismo provou ser aplicável em vários campos, não somente na arte e entretenimento. Esta versatilidade distingüe o movimento de outros movimentos artísticos ou filosóficos do passado, requerendo que o contribuidor transcenda as sombras de seu próprio ser para realmente revelar a vida, repartindo isto com os outros.